# 26732 Damianpeach
26732 Damianpeach este o planetă minoră (asteroid), cu un diametru de 2,599 km, din centura de asteroizi. A fost descoperită pe 22 aprilie 2001 la Desert Beaver Observatory⁠(d) de William Kwong Yu Yeung. 
Obiectul prezintă o orbită caracterizată de o semiaxă mare de 2,285184 UAi, o excentricitate de 0,1, o înclinație de 2,37637 ° în raport cu ecliptica.